# Marainviller
Marainviller település Franciaországban, Meurthe-et-Moselle megyében. Lakosainak száma 702 fő (2022. január 1.). Marainviller Croismare, Laneuveville-aux-Bois, Moncel-lès-Lunéville és Thiébauménil községekkel határos.

## Népesség
A település népességének változása:
| Lakosok száma | 581  | 687  | 642  | 690  | 671  | 659  | 684  | 697  | 700  | 702  |
|               | 1968 | 1982 | 1990 | 2006 | 2013 | 2015 | 2017 | 2019 | 2020 | 2022 |